# Thomas Öhler
Thomas „Tom“ Öhler (* 11. Juni 1983 in Linz) ist ein österreichischer Bike-Trial-Fahrer.
Öhler errang mehrere nationale und internationale Titel und steht mit „Highest Wallclimb on a Bicycle“ (2,89 m) und „Fastest 400 m hurdles on a bicycle“ (44,62 s) im Guinness-Buch der Rekorde.

## Sportliche Erfolge
- 5 × Österreichischer Meister
- UCI Junioren-Vize-Weltmeister 2001
- BIU Senior-Indoor-Europameister 2006
- BIU Senior-Weltmeister 2008